# Adventdalen
Adventdalen er en 30 km lang dal der følger Adventdalsfloden på Spitsbergen, Svalbard i Norge. Dalen og floden munder ud i Adventfjorden og videre til Isfjorden, med udløb ved Haugen i Longyearbyen, ikke langt fra Universitetscenteret på Svalbard (UNIS).
Adventdalen har sit udspring ved fjeldene Slottet og Tronfjellet, under gletsjerne Hellefonna og Drønbreen. Den løber derefter mod vest i retning af Adventfjorden. Sidedalene er, regnet fra nordvest: Mälardalen, Helvetiadalen, Eskerdalen, og videre til Janssondalen, Foxdalen, Bolterdalen, Todalen og Endalen, 4 km fra Longyearbyen.
Der er en række forladte miner på den sydlige side af Adventdalen. Der er stadig kulminedrift i Mine 7 som åbnede i 1975, og ligger 15 km fra Longyearbyen imellem Foxdalen og Bolterdalen. Desuden er der stier til snescootere på tværs af dalen, og der er mobildækning i hele dalen. Ved udmundingen af dalen var Svalbard Lufthavn placeret indtil den nuværende åbnede ved Hotellneset i 1975.
Universitetet i Tromsø og University of Alaska har et nordlysobservatorium placeret i Adventdalen.
78°12′44″N 15°48′00″Ø / 78.2122°N 15.8°Ø